# Molfetta
Molfetta là một thành phố và cộng đồng (comune) thủ phủ tỉnh Bari trong vùng Apulia miền nam nước Ý.
Đô thị Molfetta có diện tích ki lô mét vuông, dân số thời điểm năm 31 tháng 5 năm 2010 là 60.159 người.
Molfetta là một thành phố nằm bê bờ biển Adriatic, cách 25 km về phía tây bắc Bari.
Nó có một thành phố cũ cũng được xây dựng lại, và có phương ngữ riêng của mình.